# 离核毛桃
离核毛桃（学名：Prunus persica var. aganonucipersica）为蔷薇科李属下的一个变种。

## 扩展阅读
- 維基物種上的相關：离核毛桃